# Instituto de Investigaciones Históricas de Vicente López
El Instituto de Investigaciones Históricas de Vicente López es una dependencia municipal, dedicada a la investigación y divulgación de la historia del municipio. 
Entre sus principales funciones se destacan:
- Promover y realizar investigaciones documentales y biográficas relacionadas con el Municipio.
- Reunir e interpretar la documentación vinculada con las investigaciones realizadas.
- Difundir la Historia de Vicente López por medio de notas, conferencias, jornadas.
- Asesorar a la Municipalidad en cuestiones relacionadas con hechos históricos del Municipio.
- Administrar un archivo de carácter histórico, biblioteca y hemeroteca.

El Instituto publica los «Boletines del Instituto», y los «Cuadernillos de los Barrios de Vicente López», una serie de cuadernos sobre distintos temas vinculados con el quehacer del Municipio.

## Historia
El Instituto fue creado por decreto Municipal Nro. 21.643 del 25 de agosto de 1970 designándose en esa oportunidad los primeros miembros.
El 25 de enero de 1980, la Municipalidad de Vicente López, por decreto N. 250 entregó La Torre Ader  en custodia al Instituto de Investigaciones Históricas,  quien establece su sede allí desde entonces.
En septiembre de 1987 el Instituto realizó la primera jornada, de Historia que llevó a cabo en la sede de la Casa de la cultura de Vicente López, e instituyó el premio «Juan Joseph de Vértiz». Con el tiempo, estas jornadas fueron adquiriendo una importante repercusión, con gran asistencia de historiadores, tanto de la Provincia de Buenos Aires como de la Ciudad Autónoma de Buenos Aires.
El 16 de noviembre de 1995 , por decreto N. 7546 el Concejo Deliberante impuso el nombre de Norberto Bardi a la hemeroteca del Instituto de Investigaciones Históricas que funciona en la Torre Ader.
En el año 1996 por decreto N.7266 se declaró Monumento Histórico Municipal al edificio de la Torre Ader.
En el año 2000 se creó la Federación de entidades de Estudios Históricos de la Provincia de Buenos Aires, de la cual el Instituto pasó a formar parte desde entonces.